# Cankuzo (kommun)
Cankuzo är en kommun i Burundi. Den ligger i provinsen med samma namn, i den nordöstra delen av landet, 130 kilometer öster om Burundis största stad Bujumbura.